# Felix Casalino
Felix „Casa“ Casalino (* 13. Juli 1998; auch bekannt unter seinem Künstlernamen felixcasa) ist ein deutscher Webvideoproduzent und Fußballspieler. Er ist Mitglied der freekickerz und spielt bei der SpVgg Fechenheim 03.

## Aktivitäten als Webvideoproduzent
Casalino ist Mitglied der freekickerz, die auf YouTube über 8,7 Millionen Abonnenten verfügen und damit einer der meistabonnierten deutschen YouTube-Kanäle sind. Seit September 2021 begleitet der Kanal in der Serie Road to Goat auch seinen persönlichen fußballerischen Werdegang.

## Karriere als Fußballspieler
Casalino spielte in der Jugend bei Schwarz-Weiß Essen, ehe er zur Saison 2015/16 zu den A-Junioren (U19) der TSG Sprockhövel wechselte. In der Saison 2016/17, seiner letzten Spielzeit bei den Junioren, erzielte der Stürmer in der zweitklassigen A-Junioren-Westfalenliga in 19 Spielen 14 Tore. Zudem kam der 18-Jährige im April 2017 bereits zu einer Einwechslung für die erste Herrenmannschaft in der viertklassigen Regionalliga West. Nachdem Casalino die Junioren durchlaufen hatte, rückte er zur Saison 2017/18 fest in die erste Herrenmannschaft auf, die zuvor in die Oberliga Westfalen abgestiegen war. In seiner ersten Saison absolvierte er jedoch nur 2 Ligaspiele als Einwechselspieler und erzielte ein Tor. In der Saison 2018/19 folgten 30 Ligaeinsätze (18-mal von Beginn) und 11 Tore. In der Saison 2019/20 kam Casalino bis zum Saisonabbruch aufgrund der COVID-19-Pandemie in allen 21 Oberligaspielen (15-mal von Beginn) zum Einsatz und erzielte 12 Tore.
Zur Saison 2020/21 wechselte Casalino innerhalb der Oberliga Westfalen zur SG Wattenscheid 09, die aufgrund einer Insolvenz in der Vorsaison den Spielbetrieb hatte einstellen müssen und daher zwangsabgestiegen war. Die Spielzeit konnte aufgrund der Corona-Pandemie jedoch ab November 2020 nicht mehr fortgeführt werden, weshalb er für den Verein aus dem Bochumer Stadtteil Wattenscheid nur 8 Spiele (alle von Beginn) absolvierten konnte, in denen er 5 Tore erzielte. Auch in der Saison 2021/22 war Casalino mit 28 Einsätzen (24-mal in der Startelf) Stammspieler. Er erzielte 12 Tore und hatte als bester Torschütze seiner Mannschaft einen maßgeblichen Anteil am Erreichen des 2. Platzes und Aufstieg in die Regionalliga West. In der Saison 2022/23 stieg man allerdings direkt wieder ab; Casalino absolvierte dabei 21 Ligaspiele (14-mal Startelf) und erzielte 3 Tore. Auch nach dem Abstieg blieb der Stürmer dem Verein in der Saison 2023/24 treu. Die Wattenscheider kämpften erneut gegen den Abstieg, konnten diesen aber verhindern, wozu Casalino in 34 Spielen 10 Tore beisteuerte.
Da seine Freundin, die Profifußballerin Elisa Senß, im Sommer 2024 zu Eintracht Frankfurt wechselte, zog er mit ihr gemeinsam in die Mainmetropole und suchte über YouTube nach einem neuen Verein, wobei er auch für ein Engagement unterhalb der Regionalliga Südwest und Hessenliga offen war. Er schloss sich schließlich zur Saison 2024/25 in der siebtklassigen Gruppenliga Frankfurt West der SpVgg Fechenheim 03 aus dem Stadtteil Fechenheim an. Aufgrund eines neuen Jobs im „Berufsfeld Fußball“ und der damit verbundenen zeitlichen Bindung sei er „ein, zwei Ligen“ runtergegangen. Laut eigener Aussage habe er zuvor Gespräche mit Vereinen von der Regionalliga bis zur Kreisliga geführt.

## Erfolge
- Aufstieg in die Regionalliga West: 2022

## Persönliches
Casalino studierte von 2018 bis 2021 betriebswirtschaftliche Logistik an der Fachhochschule Dortmund. Im November 2018 nahm er an einem Benefizspiel von Ronaldinho im Frankfurter Waldstadion teil. Er ist mit der Profifußballerin Elisa Senß liiert.